# Аргышев, Евгений Викторович
Евгений Викторович А́ргышев (настоящая фамилия Сы́ров; 8 июля 1933, Москва — 25 декабря 1992, Москва) — советский певец (контратенор).
В 1941—1948 гг. жил в эвакуации в Куйбышеве, затем вернулся в Москву, изучал в различных высших учебных заведениях геологию, востоковедение, инженерное дело. В 1962 году окончил Московский государственный музыкально-педагогический институт им. Гнесиных. В студенческие годы пел в хоре Большого театра. С 1962 концертировал как вокалист и лектор.
Творческая биография Аргышева связана, прежде всего, с ансамблем старинной музыки «Мадригал», в составе которого он выступал с 1972 г. до конца жизни. Именно в составе ансамбля он начал использовать в качестве псевдонима фамилию своих предков по отцу. Первоначально Аргышев пел партии баритона, однако вскоре (во второй половине 1970-х гг.) освоил также репертуар контратенора. Исполнял также в «Мадригале» обязанности библиотекаря, писал аннотации к концертам и записям.
Одновременно с 1985 г. возглавлял ансамбль вокалистов «Московский консорт», значительную часть репертуара составляла русская духовная музыка.
Переводил на русский язык польскую поэзию, в том числе стихи Циприана Норвида, Леопольда Стаффа, Мечислава Яструна.
Сборник стихов и переводов Аргышева «Время петь» вышел в 2003 г., компакт-диск «Евгений Аргышев, контратенор» — в 2007 г.